# Девід Норман
Девід Макдоналд Норман (англ. David McDonald Norman, нар. 6 травня 1962, Глазго) — канадський футболіст шотландського походження, що грав на позиції півзахисника. Виступав за національну збірну Канади, з якою був учасником Олімпійських ігор 1984 року та чемпіонату світу 1986 року.

## Клубна кар'єра
Норман народився в Шотландії, але виріс у Канаді, граючи у футбол у місті Коквітлам, Британська Колумбія. У дорослому футболі дебютував 1981 року виступами за команду «Ванкувер Вайткепс», в якій провів 4 сезони, взявши участь у 60 матчах Північноамериканської футбольної ліги. Також протягом зимових місяців з 1980 по 1982 роки він грав за Університетський коледж Дубліна в чемпіонаті Ірландії, зігравши 45 матчів і забивши 8 голів, а потім зіграв один сезон за індор-команду «Вайткепса» у сезоні 1983/84.
У кінці 1984 року Північноамериканська футбольна ліга припинила існування, і Норман відправився до американського клубу «Такома Старз», продовживши грати в індор-сокер, цього разу у спеціалізованій лізі Major Indoor Soccer League, провівши там два сезони.
З 1987 року грав у новоствореній Канадській футбольній лізі за клуби «Вінніпег Фьюрі», «Калгарі Кікерс», «Едмонтон Брікмен» та «Ванкувер Вайткепс», ставши у складі останнього чемпіоном Канади 1991 року.
Після розпуску Канадської футбольної ліги у 1992 році продовжив виступати за «Вайткепс» у Американській професіональній футбольній лізі, яка згодом трансформувалась у А-лігу, де і завершив ігрову кар'єру у 1996 році.

## Виступи за збірну
14 грудня 1983 року дебютував в офіційних іграх у складі національної збірної Канади в товариському матчі проти Гондурасу (0:1).
Наступного року Девід грав у складі збірної на Олімпійських іграх 1984 року у Лос-Анджелесі, де зіграв у двох матчах групового етапу, а канадці лише в серії пенальті поступились Бразилії у чвертьфіналі.
Надалі у складі збірної був учасником чемпіонату націй КОНКАКАФ 1985 року, на якому зіграв у всіх 8 іграх і допоміг команді здобути золоті нагороди та вперше стати найкращою збірною Північної Америки. Також цей успіх дозволив канадцям вперше у своїй історії вийти на чемпіонату світу 1986 року у Мексиці. Там Норман зіграв усі три ігри — проти Франції (0:1), Угорщини (0:2) та Радянського Союзу (0:2).
Востаннє Норман зіграв за збірну 12 червня 1994 року в товариському матчі проти Нідерландів (0:3) у Торонто. Загалом протягом кар'єри у національній команді, яка тривала 12 років, провів у її формі 49 матчів, забивши 1 гол.

## Титули і досягнення
- Чемпіон Канади (1):

«Ванкувер Вайткепс»: 1991
- Переможець чемпіонату націй КОНКАКАФ (1):

Канада: 1985